# N 07
Die N 07 (kyrillisch Н 07) ist eine Fernstraße „nationaler Bedeutung“ in der Ukraine. Sie führt von Kiew in östlicher Richtung über Browary und Romny nach Sumy.

## Verlauf
- Kiew
- Browary
- Hoholiw
- Russaniw
- Nowa Bassan
- Nowyj Bykiw
- Pryluky
- Ochinky
- Sribne
- Romny
- Sumy